# Costa di Maralunga
Costa di Maralunga este o arie protejată (arie specială de conservare — SAC, sit de importanță comunitară — SCI) din Italia întinsă pe o suprafață de 43 ha, din care 10 % marine.

## Localizare
Centrul sitului Costa di Maralunga este situat la coordonatele 44°03′45″N 9°55′20″E / 44.0625°N 9.922222°E.

## Înființare
Situl Costa di Maralunga a fost declarat sit de importanță comunitară în iunie 1995 pentru a proteja 23 de specii de animale. Situl a fost protejat și ca arie specială de conservare în aprilie 2017.

## Biodiversitate
Situată în ecoregiunea mediteraneană, aria protejată conține 13 habitate naturale: Liziere de ierburi înalte hidrofile de câmpie și de nivel montan până la alpin, Formațiuni scunde de Euphorbia în apropierea falezelor, Tufărișuri termo-mediteraneene și de pre-deșert, Faleze cu vegetație de Limonium spp. endemic de pe coastele mediteraneene, Straturi cu Posidonia (Posidonion oceanicae), Recifuri, Păduri de Quercus ilex și Quercus rotundifolia, Pajiști uscate seminaturale și facies de acoperire cu tufișuri pe substraturi calcaroase (Festuco-Brometalia) (* situri importante pentru orhidee), Vegetație anuală la limita mareei, Pajiști umede mediteraneene cu ierburi înalte de Molinio-Holoschoenion, Păduri de pin mediteraneene cu pini mezogeni endemici, Pante stâncoase calcaroase cu vegetație casmofită, Pseudostepă cu ierburi și specii anuale de Thero-Brachypodietea.
La baza desemnării sitului se află mai multe specii protejate de  păsări (23): lăstunul mare (Apus apus), sticlete (Carduelis carduelis), cioară neagră (Corvus corone), cuc (Cuculus canorus), măcăleandru (Erithacus rubecula), cinteză (Fringilla coelebs), cufundar polar (Gavia arctica), Larus argentatus, pescăruș râzător (Larus ridibundus), privighetoare (Luscinia megarhynchos), mierlă albastră (Monticola solitarius), ciuf-pitic (Otus scops), pițigoi mare (Parus major), vrabie (Passer domesticus), Phalacrocorax aristotelis desmarestii, cormoran mare (Phalacrocorax carbo), Phalacrocorax carbo sinensis, pitulice de munte (Phylloscopus collybita), aușel sprâncenat (Regulus ignicapilla), cănăraș (Serinus serinus), silvie mediteraneană (Sylvia melanocephala), chiră de mare (Thalasseus sandvicensis), mierlă (Turdus merula)
Pe lângă speciile protejate, pe teritoriul sitului au mai fost identificate 5 specii de plante, 2 specii de nevertebrate.